# نورتبروک (اوهایو)
نورتبروک (به انگلیسی: Northbrook) یک منطقهٔ مسکونی در ایالات متحده آمریکا است که در شهرستان همیلتون، اوهایو واقع شده‌است. نورتبروک ۵٫۰ کیلومتر مربع مساحت و ۱۰٬۶۶۸ نفر جمعیت دارد و ۲۵۳ متر بالاتر از سطح دریا واقع شده‌است.